# Henri de Vic
Ne doit pas être confondu avec Henry de Vic.
Henri de Vic est un horloger lorrain du XIVe siècle.
En 1370, le roi de France, Charles V, le fit venir de Lorraine et lui assigna six sous parisis par jour pour établir l'horloge du palais de la Cité à Paris, ainsi que celle du château à Montargis.

## Sources
- Philippe Le Bas, France : dictionnaire encyclopédique, t. 9, Paris, Firmin Didot, 1843, 880 p., p. 486.